# Митрово брдо
Митрово брдо је урбано и градско насеље, јужни и југоисточни продужетак насеља Браће Јерковић. На северозападу граничи са насељем Браће Јерковић, на југу и југоистоку са Кумодражом, на истоку са Великим Мокрим Лугом и на северу са Падином.
У насељу Митрово брдо има 408 домаћинстава и живи близу 2.000 становника. Кроз Митрово брдо пролазе улице:
- Војводе Влаховића је главна улица
- Митровданска улица, дужине око 200 метара, простире се од Молове пумпе до Кумодража. Назив је добила 2008. године[1]
- Митрово Брдо Нова 1
- улица Браће Јерковић.